# Noorda apiensis
Noorda apiensis is een vlinder uit de familie van de grasmotten (Crambidae). De wetenschappelijke naam van de soort is voor het gepubliceerd in 1915 door Hans Rebel.
De soort komt voor in Samoa.